# استان‌های لیبی
استان‌های لیبی بدین شرح‌اند:
| - ۱ بطنان - ۲ درنه - ۳ جبل‌الاخضر - ۴ مرج - ۵ بنغازی - ۶ واحات - ۷ کفره - ۸ سرت - ۹ مصراته - ۱۰ مرقب - ۱۱ طرابلس | - ۱۲ جفره - ۱۳ زاویه - ۱۴ پنج‌نقطه - ۱۵ جبل غربی - ۱۶ نالوت - ۱۷ جفاره - ۱۸ وادی الشاطی - ۱۹ سبها - ۲۰ وادی الحیاه - ۲۱ غات - ۲۲ مرزق |  |

| # (map) | استان       | مرکز     | مساحت km2 | جمعیت (۲۰۰۶) | تراکم جمعیت | شماره استان |
| ------- | ----------- | -------- | --------- | ------------ | ----------- | ----------- |
| ۱       | بطنان       | طبرق     | ۸۳٬۸۶۰    | ۱۵۹٬۵۳۶      | ۱٫۹         | ۱۴          |
| ۲       | درنه        | درنه     | ۱۹٬۶۳۰    | ۱۶۳٬۳۵۱      | ۸٫۳         | ۱۰          |
| ۳       | جبل‌الاخضر   | بیضا     | ۷۸۰۰      | ۲۰۶،۱۸۰      | ۲۶          |             |
| ۴       | مرج         | المرج    | ۱۰٬۰۰۰    | ۱۸۵٬۸۴۸      | ۱۸٫۶        | ۱۸          |
| ۵       | بنغازی      |          | ۳۱۴       | ۶۳۱،۵۵۵      | ۲۰۰۰        |             |
| ۶       | واحات       | اجدابیا  | ۱۰۸٬۶۷۰   | ۱۷۷٬۰۴۷      | ۱٫۶         | ۱۶          |
| ۷       | کفره        | الجوف    | ۴۸۳٬۵۱۰   | ۵۰٬۱۰۴       | ۰٫۱         | ۲۰          |
| ۸       | سرت         | سرت      |           | ۱۴۱٬۳۷۸      | ۱٫۸         | ۷           |
| ۹       | مصراته      | مصراته   | ۲٬۷۷۰     | ۵۵۰٬۹۳۸      | ۱۹۸٫۹       | ۳           |
| ۱۰      | مرقب        | الخمس    | ۱۰۹٫۴۳    | ۴۳۲٬۲۰۲      | ۳٬۹۴۹٫۶     | ۶           |
| ۱۱      | طرابلس      | طرابلس   |           | ۱،۰۶۵،۴۰۵    |             |             |
| ۱۲      | جفره        | هون      | ۱۱۷٬۴۱۰   | ۵۲۳۴۲        | ۰٫۴         | ۱۳          |
| ۱۳      | زاویه       | زاویه    | ۲٬۸۹۰     | ۲۹۰٬۹۹۳      | ۱۰۰٫۷       | ۴           |
| ۱۴      | پنج‌نقطه     | زواره    | ۵٬۲۵۰     | ۲۸۷٬۶۶۲      |             | ۹           |
| ۱۵      | جبل غربی    | غریان    |           | ۳۰۴٬۱۵۹      |             |             |
| ۱۶      | نالوت       | نالوت    | ۱۳٬۳۰۰    | ۹۳٬۲۲۴       | ۷           | ۱۹          |
| ۱۷      | جفاره       | العزیزیه | ۱،۹۴۰     | ۴۵۱،۱۷۵      | ۲۳۳         |             |
| ۱۸      | وادی الشاطی | براک     | ۹۷٬۱۶۰    | ۷۸٬۵۳۲       | ۱           |             |
| ۱۹      | سبها        | سبها     | ۱۵٬۳۳۰    | ۱۳۴٬۱۶۲      | ۸٫۸         |             |
| ۲۰      | وادی الحیاه | اوباری   | ۳۱٬۸۹۰    | ۷۲٬۵۸۷       | ۲٫۳         | ۲۴          |
| ۲۱      | غات         | غات      | ۷۲٬۷۰۰    | ۲۳٬۵۱۸       | ۰٫۳         | ۲۱          |
| ۲۲      | مرزق        | مرزق     | ۳۴۹٬۷۹۰   | ۷۸٬۶۲۱       | ۰٫۲         | ۱۵          |

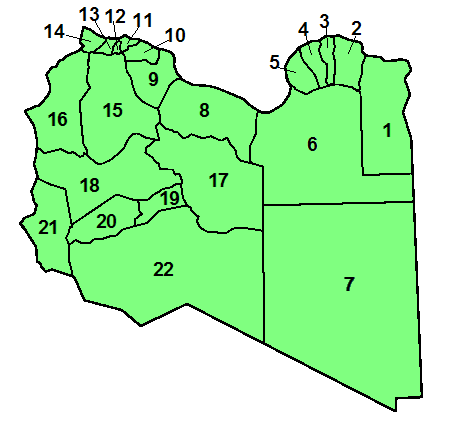
استان‌های لیبی از سال ۲۰۰۷

کشور لیبی به ۳۲ استان (به عربی: شعبیة) و ۴ ناحیه اداری تقسیم شده‌است. هر استان نیز از چندین بخش (به عربی: مؤتمرات شعبیة) تشکیل شده‌است.

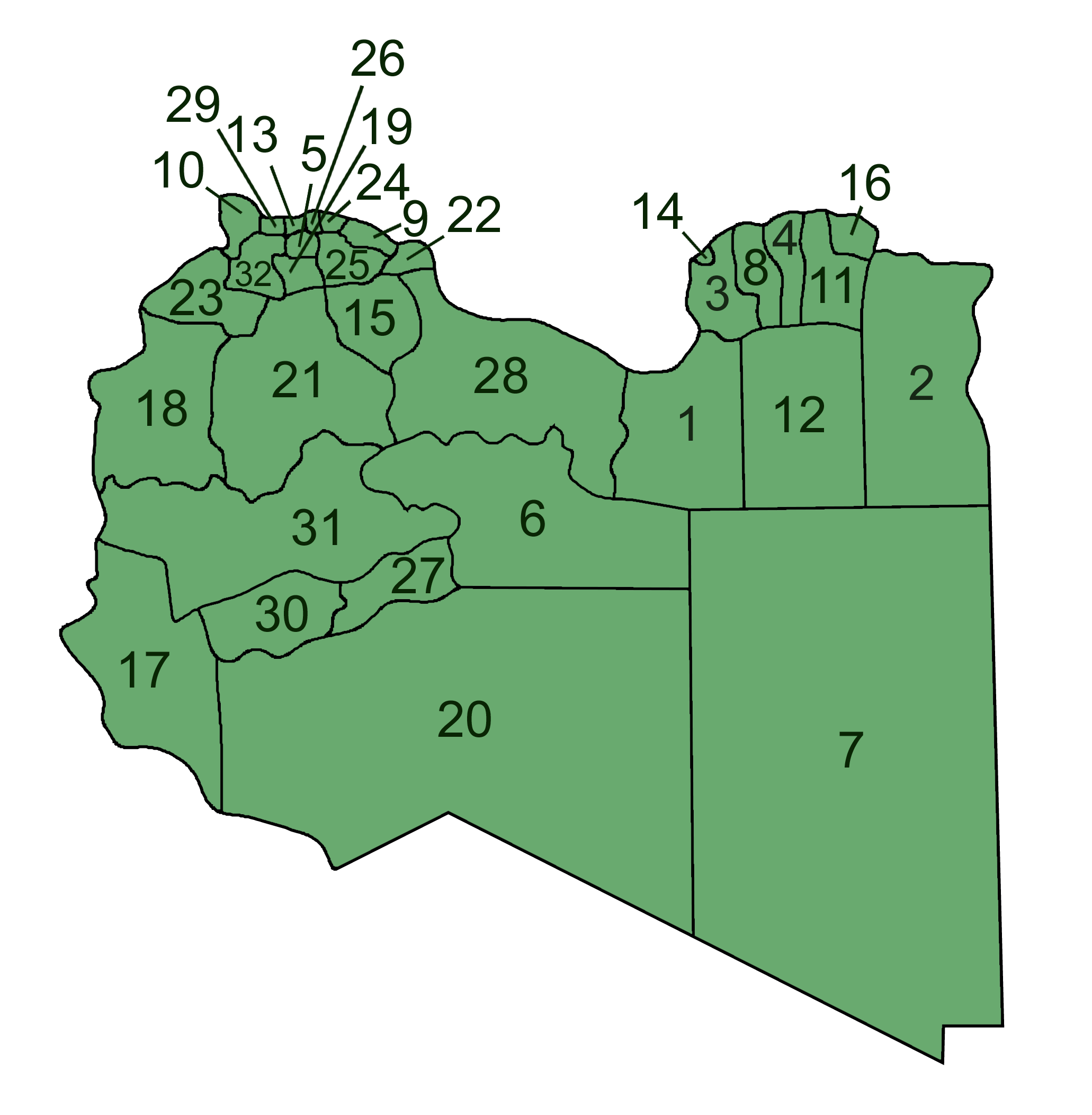

| - ۰۱ اجدابیا - ۰۲ بطنان - ۰۳ حزام الاخضر - ۰۴ استان جبل‌الاخضر - ۰۵ جفره - ۰۶ جفاره - ۰۷ کفره - ۰۸ مرج - ۰۹ مرقب - ۱۰ النقاط الخمس - ۱۱ قبه - ۱۲ واحات | - ۱۳ زاویه - ۱۴ بنغازی - ۱۵ بنی ولید - ۱۶ درنه - ۱۷ غات - ۱۸ غدامس - ۱۹ غریان - ۲۰ مرزق - ۲۱ مزده | - ۲۲ مصراته - ۲۳ نالوت - ۲۴ تاجوراء و نواحی چهارگانه - ۲۵ استان ترهونه و مسلاته - ۲۶ طرابلس - ۲۷ سبها - ۲۸ سرت - ۲۹ صبراته و صرمان - ۳۰ استان وادی الحیاه - ۳۱ استان وادی الشاطی - ۳۲ یفرن |  |